# Rhathymoscelis zikani
Rhathymoscelis zikani är en skalbaggsart som beskrevs av Julius Melzer 1931. Rhathymoscelis zikani ingår i släktet Rhathymoscelis och familjen långhorningar. Inga underarter finns listade i Catalogue of Life.